# Traktat z Petrópolis
Traktat z Petrópolis – traktat zawarty 11 listopada 1903 roku pomiędzy Boliwią a Brazylią w mieście Petrópolis, kończący trwający pomiędzy oboma państwami spór o Acre. Traktat zapisano w języku portugalskim.
Na mocy traktatu z Petrópolis Acre przeszło pod władzę Brazylii. Boliwia otrzymała terytorium o powierzchni ok. 3000 km² pomiędzy rzekami Abuna i Madeira oraz równowartość 2 mln funtów brytyjskich. Traktat przewidział również budowę linii kolejowej z boliwijskiego miasta Riberalta do brazylijskiego Porto Velho.